# 진삼선

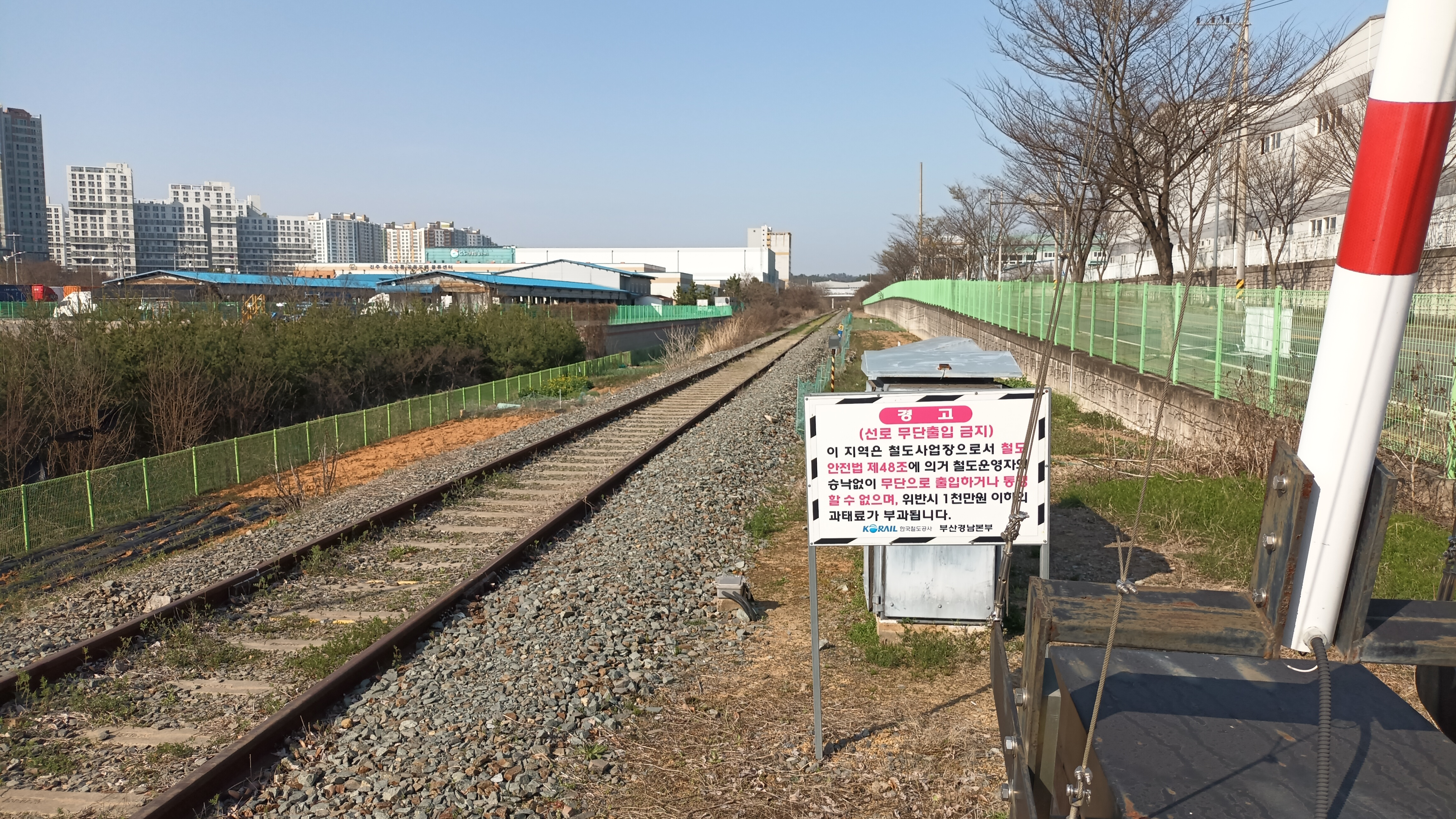
진삼선/사천비행장선 금산건널목에서 진주역 방향

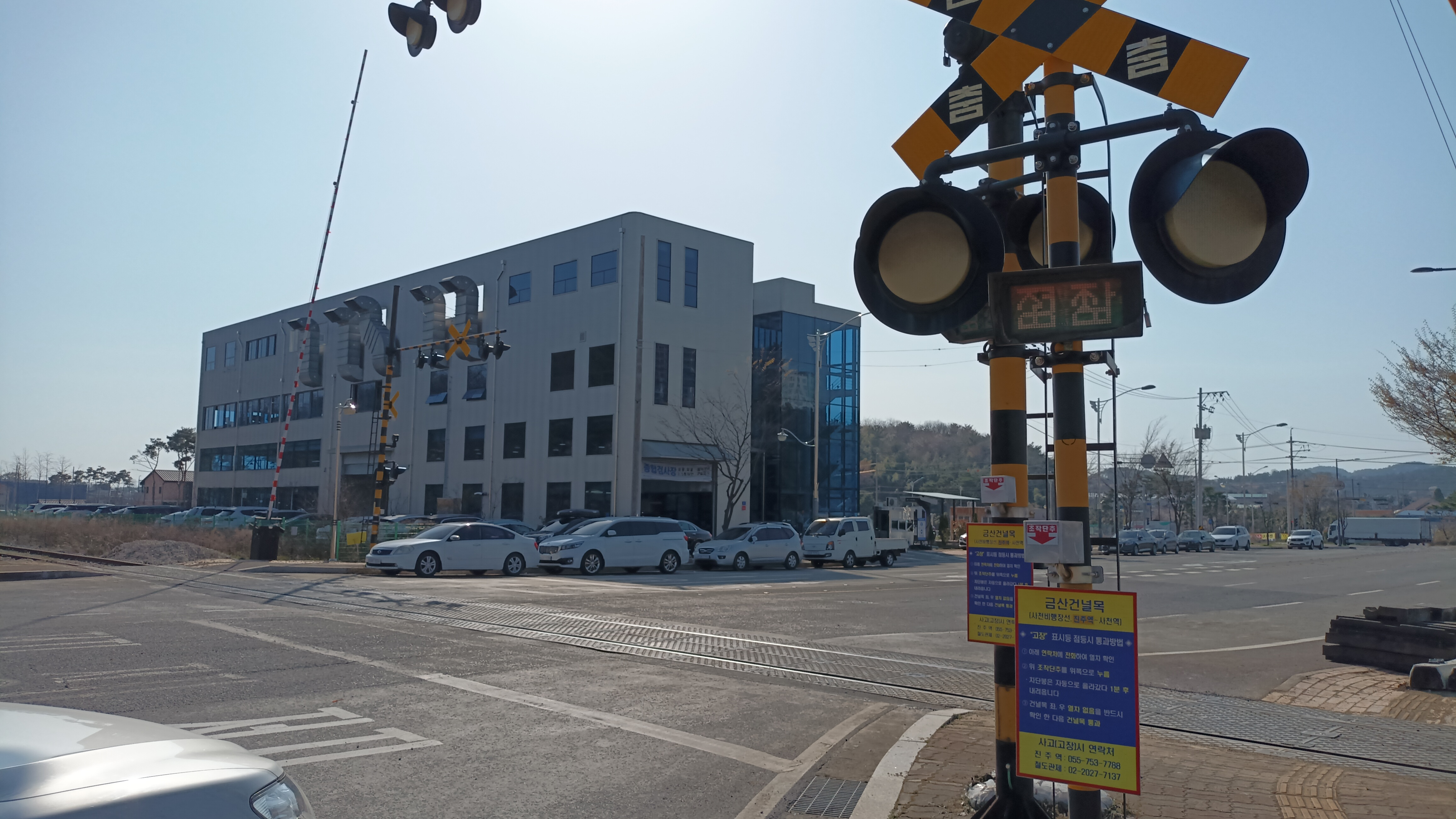
진삼선/사천비행장선 금산건널목, 진주시 정촌면 예하리 연꽃로 60 전면

진삼선(晋三線)은 경상남도 진주시에 있는 개양역과 삼천포시(현 사천시)에 있던 삼천포역을 잇던 철도이다. 본래 김천과 삼천포를 연결하는 김삼선의 일환으로 1953년 건설되었으나, 김천역~개양역 구간이 개통되지 못한 채 1980년 영업을 중지한 뒤 1990년 폐지되었다. 이후 개양-사천 구간이 개양역에 소속된 전용선으로 남아 있다가, 2012년 개양역이 폐지되고 진주역이 이설되면서 새 진주역에서 분기하게 되었다. 그런데 2022년 12월 사천시에서 삼천포항의 물동량 처리와 우주항공청 유치에 따른 여객 및 화물 운송증가에 대비해 진삼선 철도 복원 추진하고 있다.

## 역사
진삼선의 계획은 1937년에 지역에서 요구한 진삼철도(晋三鐵道) 계획이 시초이다. 1941년에 대전에서 진주를 지나 삼천포로 이어지는 212km 길이의 대삼선 계획이 확정되었는데, 해당 노선 중 진삼선과 동일한 개양 - 삼천포 구간이 같은 해에 착공하여, 1943년에 노반 공사가 준공되었다. 그러나 전체 노선은 종전과 함께 완공되지 못하였다.
1953년 5월 25일에 사천 비행장의 군사 수송력을 철도와 연계하려는 목적으로, 개양역과 사천역을 잇는 노선이 사천선(泗川線)이라는 이름으로 개통되었다. 이후 1965년에는 김삼선과 연계하기 위해 종점이 삼천포까지 연장되며 진삼선으로 개칭하였다.
그러나 국도 제3호선의 개통으로 김삼선의 김천 - 개양 구간이 개통되지 못했고, 노선의 적자는 큰 폭으로 누적되었다. 결국 1980년에 여객 영업 취급을 중단했으며, 1990년 1월 20일 공식적으로 노선이 폐지되었다. 개양 - 사천 구간은 개양역에 배속된 사천선이라는 공군 전용선으로 바뀌었으며, 사천 - 삼천포 구간은 국도 제3호선이 옛 노반으로 확장되며 철거되었다. 2012년 10월 23일에는 사천선이 개양역에서 진주역에서 분기하는 것으로 바뀌었다.

### 연혁
- 1941년 9월: 대삼선 진주-삼천포 간 노반 공사 착공[5]
- 1943년 말: 대삼선 진주-삼천포 간 노반 공사 준공[5]
- 1953년 5월 25일: 개양-사천 간 사천선(泗川線) 영업 개시 (10.5km)
- 1965년 12월 7일: 사천-삼천포 간 영업 개시 (18.5km), 진삼선으로 개칭[6]
- 1966년 2월 21일: 예하역 영업 개시
- 1974년 12월 5일: 예하역, 금문역, 노룡역 폐역
- 1977년 3월 1일: 죽림역 폐역
- 1980년 10월 1일: 여객 영업 중단.[7]
- 1990년 1월 20일: 폐지[8]

## 역 목록
- 개양 - 사천 구간에 예하역이 존재했다.
- 선진 - 삼천포 구간에 금문역, 노룡역, 죽림역이 존재했다.
- 아래 목록표는 1990년 1월 19일 노선 폐지 직전을 기준으로 한다.

| 역명   | 로마자 역명 | 한자 역명 | 접속 노선 | 소재지   | 소재지   | 현재 소재지 | 현재 소재지 |
| ------ | ----------- | --------- | --------- | -------- | -------- | ----------- | ----------- |
| 개양   | Kaeyang     | 開陽      | 경전선    | 경상남도 | 진주시   | 경상남도    | 진주시      |
| 사천   | Sach'ŏn     | 泗川      |           | 경상남도 | 사천군   | 경상남도    | 사천시      |
| 선진   | Sŏnjin      | 船津      |           | 경상남도 | 사천군   | 경상남도    | 사천시      |
| 삼천포 | Samch'ŏnp'o | 三千浦    |           | 경상남도 | 삼천포시 | 경상남도    | 사천시      |

## 참고 문헌
- 철도청장. 1999. 한국철도 100년사. 철도청(Page 550, 576 ~ 578)